# Jan Vavřička
Jan Vavřička (* 14. dubna 1975 Planá) je český marketingový konzultant, spisovatel a moderátor.

## Kariéra
Jan Vavřička se o tvorbu internetových stránek a online marketing zajímá od roku 2006. Je členem České asociace umělé inteligence a zakladatelem digitální marketingové agentury JSME ÚSPĚŠNÍ provozující mediální skupinu JSME ÚSPĚŠNÍ, která sdružuje tematické online magazíny.
Pracuje jako marketingový poradce a SEO konzultant. Přednáší o digitálním marketingu. Vystudoval Vyšší odbornou školu Ekonomických studií (DiS.), Univerzitu Jana Amose Komenského Praha (Bc.) a získal profesní titul MBA v oboru e-commerce dálkově na online univerzitě LIGS University (která není akreditována žádnou agenturou uznávanou Ministerstvem školství Spojených států amerických ani žádnou z českých akreditačních komisí). V roce 2014 byl jmenován manažerem studijních programů pro Plzeňský kraj.
Je zakladatelem a provozovatelem magazínu Vanili.cz, který na Festivalu fantazie v Chotěboři získal cenu Aeronautilus za nejlepší české webové stránky věnované žánru sci-fi.
V oblasti online marketingu má zkušenosti jako marketingový poradce, SEO konzultant, správce PPC kampaní, lektor či projektový manažer. Pracoval jako šéfredaktor magazínu Nové automobily v ČR. Publikuje články na téma: internetové obchody, SEO, sociální média. Byl nominován na Marketéra roku 2015.

## Život
Jan Vavřička je aktivním členem České asociace umělé inteligence, přednášel o využití umělé inteligence v SEO v rámci projektu MĚSÍC.AI. Realizoval průzkum informovanosti a zájmu českých firem o využití umělé inteligence v SEO. Je autor fantastických povídek, které získaly ocenění v různých literárních soutěžích. Byl vyslancem Becherovky v EU. V Londýně v roce 2004 zjišťoval, co o Česku a Češích vědí místní obyvatelé. Český rozhlas Leonardo uvedl rozhlasovou adaptaci povídky Skokan od Jana Vavřičky. Moderoval setkání s herci po premiéře hororového filmu Svatý Mikuláš v rodném městě režiséra Petra Smazala ve Stříbře. Moderoval plzeňskou premiéru filmu Trash town režiséra Leoše Kastnera. Ve filmu Trash Town ztvárnil roli vyjednávače.

## Působení na internetu
Jan Vavřička je zakladatel magazínů Vanili.cz, JsmeUspesni.cz, MoreNapadu.cz, AutoRedakce.cz. Převzal na Festivalu fantazie v Chotěboři cenu Aeronautilus za nejlepší české webové stránky věnované žánru science fiction. Pracoval jako šéfredaktor online magazínu Nové automobily v ČR. Pracoval jako PR manažer společnosti Krásný – zdravotnická technika, s.r.o. provozující eshop SZO.cz. Moderuje vlastní podcast s názvem Jsme úspěšní.